# 動力博物館
动力博物馆（英語：Powerhouse Museum，或譯電廠博物館），是一所应用艺术与科学博物馆（Museum of Applied Arts & Sciences）在悉尼的主要分馆，而另一所分馆是历史性的悉尼天文台。虽然动力博物馆经常被認定為一所科学博物馆，但它卻擁有不同種類的收藏，其中包括装饰品、艺术、科学、通讯、运输、服装、家具、媒体、计算机技术、空间技术和蒸汽机等相關領域的展品。
动力博物馆至今已经有136年歷史，收藏的文物達50万件。動力博物館众所周知是其中一個受欢迎的悉尼旅游景點。

## 历史
1878年，澳大利亚博物馆受到委托人的推荐 ，在1879年的悉尼国际展览馆和1880年的墨尔本国际展览參與展出。部分展品从這些展覽後中保留下来，並且在新的新南威尔士技术、工业和卫生博物馆中展出。
这个博物馆本来是安置在展览楼理，被称为“花园宫殿”，但是在1882点9月份部分毁于火灾。展品先在戴蒙服务区的农业大厦安置的临时点安放直到搬至新的地方。這導致在1893年8月份在哈里斯街建造科技博物馆。1982年与悉尼天文台合并。1988年3月，博物馆搬到了现在的地址（旧澳迪膜电力站的位置，哈里斯街500号），自从搬到新的地址就用的现在的名字（动力博物馆）。2015年2月，政府宣布動力博物馆将搬到帕拉马塔市。

## 主要展品
动力博物馆收藏了很多独特的展品包括世界上最古老的操作循环蒸汽机 - 惠特布雷德引擎。从1785年开始，它是一个少数剩余中的被博尔顿和瓦特建成并，在1888年被惠特布雷德伦敦啤酒收購。这台发动机在1986年被美国机械工程师协会命名，標記着這个历史性的机械工程。
另一个重要的展品是1号火车头，在新南威尔士的第一台蒸汽載客火车，这列车是在1854年由蒂芬森罗伯特建造的。 最受欢迎的展览可以说是“斯特拉斯堡时钟模型”，在1887由一名25岁的悉尼钟表匠李察史密斯建造。这是在斯特拉斯堡大教堂的著名的斯特拉斯堡天文钟的工作模型（这在当时被称作斯特拉斯堡或斯特拉斯堡）。当史密斯建造的时候他从未亲眼见过時鐘的全型，但是他在一个小册子里介绍了它的计时和天文功能。